# Racing Club nantais
Le Racing Club Nantais (RCN) est un club d'athlétisme affilié à la Fédération française d'athlétisme, mais également affilié à la Fédération française handisport et à la Fédération française de sport adapté. Le club regroupe six sections de la région nantaise, Clisson, Loire Divatte (Saint-Julien-de-Concelles), Nantes, Sainte-Luce-sur-Loire, Vertou et Vallet. Le RCN est le 3ème club français en termes d'effectif avec 1860 licenciés pour la saison 2023-2024. Le RCN évolue au niveau National 1A (2ème meilleur niveau français).

## Histoire
Le club a été créé en 1971, à Sainte-Luce-sur-Loire, sous le nom de Club Omnisports Lucéen (COL).
En 1981, sous l'égide de Joseph Lefeuvre (COL) et d'un groupe d'athlète de Saint-Julien-de-Concelles, le COL devient Val de Loire Athlétic Club (VLAC). Le VLAC est alors composé de 2 sections : canton du Loroux et Sainte-Luce. En 1986, c'est l'US Thouaré qui rejoint le VLAC.
À l'arrivée de la section de Nantes, en 1991, le club prend son nom actuel, le Racing Club Nantais.
Quatre autres sections viennent grossir les rangs du club : Vertou en 1993, Clisson en 1996, Mauves-sur-Loire se rattache à la section de Thouaré en 2010, et enfin Vallet en 2012.

## Labels
- Labels d'or FFA[3]
- Label d'or club formateur 44
- Label Nantes Sport Qualité
- Label « Sport Santé » des Pays de Loire[4]

## Palmarès
- Champion de France N1B en 2023
- Champion de France 2012 de National 1C
- 1er au Challenge National des Cross en 2010, 2011, 2012

## Champions
Parmi les résultats sportifs marquants des athlètes du club figurent :
- 2022 : Relais 4x100m féminin, Médaille d'argent à la Coupe de France à Blois (Jeanne Roudière, Elizabeth Ndudi, Marine Peudenier, Léna Geffard)
- 2022 : Relais 4x400m féminin, Médaille d'argent à la Coupe de France à Blois (Alice Geffard, Marie Guevel, Ophélie Cuvelier, Léna Geffard)
- 2022 : Léa Vendôme, Médaillée d'argent aux Jeux Méditerranéens à Pescara
- 2022 : Léa Vendôme, Finaliste sur 100m haies aux Jeux méditerranéens à Oran
- 2022 : Elizabeth Ndudi, Finaliste à la longueur et 1/2 finaliste au 100m des championnats d'Europe U18 à Jerusalem.
- 2022 : Elizabeth Ndudi, Médaillée d'or à la longueur aux championnats de France U18 à Mulhouse et médaillée de bronze en longueur et au 200m aux championnats de France U18 en salle à Nantes
- 2022 : Maël Courcelles, Champion de France U20 du lancers du disque à Mulhouse et médaillé de bronze aux championnats de France de lancers longs à Salon de Provence.
- 2022 :  Collectif Equip'athlé Minimes - Médaillés de bronze à Tours
- 2021 : Relais 4x100m féminin - Médaille de bronze à la Coupe de France à Blois (Alice Geffard, Elizabeth Ndudi, Marine Peudenier, Léna Geffard)
- 2021 : Relais 4x400m féminin - Médaille de bronze à la Coupe de France à Blois (Alice Geffard, Marie Guevel, Ophélie Cuvelier, Léna Geffard, Laurène Lanoe, Axelle Robin)
- 2021 : Léa Vendôme, 1/2 finaliste des championnats d'Europe U20 sur 100m haies à Tallin
- 2021 : Emma Brentel Championne de France Juniors et Vice Championne d'Europe Juniors
- 2020 : Alexandre Bothamy, Champion de France handisport en salle sur 800m
- 2020 : Emma Brentel Championne de France Junior en salle
- 2019 : Relais 4x100m féminin - Médaille d'argent à la Coupe de France à Blois (Berthe AKANYI, Emma Brentel, Clara Ingoglia, Marine Peudenier)
- 2019 : Relais 4x100m haies - Médaille d'argent à la Coupe de France à Blois (Ines Delalande, Laurène Lanoe, Clara Ingoglia, Emma Brentel)
- 2019 : Emma Brentel : RF perche cadettes à 4,25, championne de France en salle
- 2019 : Jean Woloch : Champion national en salle du saut à la perche
- 2018 : Mona Francis athlète féminine handi du RCN se classe 4ème au Championnat du Monde de Triathlon HandiSport en Australie
- 2018 : Relais 4x100 Espoir féminin championnes de France en 46 s 23, record de ligue (Berthe Akanti, Emma Brentel, Chloé Blomme Simionato et Marine Peudenier)
- 2018 : Emma Brentel - Vice championne d'Europe cadette avec un record de France à 4,16 ET vice championne Olympique aux JOJ
- 2017 : Emma Brentel Championne de France pointes d'or Minimes avec 135 points (RF)
- 2016 : Yassin Zaoujal - Champion de France Espoirs du 400 m en 47 min 10 s à Aubagnes
- 2015 : Marina Perrin : Championne de France de Cross HandiSport
- 2013 : Manon Barré - Championne de France junior du 10 000 m marche à Dijon
- 2013 : Yassin Zaoujal - Champion de France cadet du 400 m en salle à Lyon
- 2011 : Erik Clavery - Champion du Monde de Trail
- 2011 : Christelle Barré - 3e des Championnats d'Europe vétérans 3 000 m marche
- 2009 : Axel Gagorit - Champion de France junior 10 000 m marche
- 1998 : Anne-Carole Rapp - Vice Championne du Monde du 4 × 100 m féminin junior
- 1996 : Anne-Carole Rapp - Double Championne de France Cadettes au 100 m en 11 s 59 le 12/07/96 et au 200 m en 24 s 29
- 1994 : Jean Jacques Moreau - Médaille d'argent aux Championnats d'Europe Vétérans sur 110 m haies à Athènes en 15 s 71
- 1988 : Alexandre Rachide - Champion de France de Marathon

## Activités
- Athlétisme en Compétition (22 disciplines de l'athlétisme - Courses, sauts, lancers)
- Athlétisme Santé Loisir (Marque nordique, sport seniors, sport dans le vignoble et en clinique)
- Athlétisme Handicap (Handisport et Sport adapté)
- Athlétisme Running (Courses hors stade, trail)

## Organisations
- Février : Val'Escapades à Vallet[6]
- Mars : Odysséa à Nantes[7]
- Avril : Le Sentier des Vignes à Saint Julien de Concelles[8]
- Juin : Naoned Urban Trail
- Juin : Les Foulées des Bords de Loire à Sainte Luce sur Loire[9]
- Juin : Meeting du RCN à Nantes-Beaulieu[10]
- Juin : Afterwork Party
- Septembre : Le Trail des 3 Provinces à Clisson[11]
- Novembre : Meeting de Lancers à Saint Julien de Concelles
- Décembre : Meeting Indoor au Stadium Pierre-Quinon à Nantes[12]